# Románia az 1964. évi nyári olimpiai játékokon
Románia a japán Tokióban megrendezett 1964. évi nyári olimpiai játékok egyik részt vevő nemzete volt. Az országot az olimpián 13 sportágban 138 sportoló képviselte, akik összesen 12 érmet szereztek.

## Érmesek
| Érem  | Versenyző                                                   | Sportág       | Versenyszám               |
| ----- | ----------------------------------------------------------- | ------------- | ------------------------- |
| Arany | Balázs Jolán                                                | Atlétika      | Női magasugrás            |
| Arany | Mihaela Peneș                                               | Atlétika      | Női gerelyhajítás         |
| Ezüst | Valeriu Bularcă                                             | Birkózás      | Kötöttfogás, 70 kg        |
| Ezüst | Andrei Igorov                                               | Kajak-kenu    | Férfi kenu egyes 1000 m   |
| Ezüst | Hilde Lauer                                                 | Kajak-kenu    | Női kajak egyes 500 m     |
| Ezüst | Ion Tripşa                                                  | Sportlövészet | Gyorstüzelő pisztoly      |
| Bronz | Lia Manoliu                                                 | Atlétika      | Női diszkoszvetés         |
| Bronz | Dumitru Pîrvulescu                                          | Birkózás      | Kötöttfogás, 52 kg        |
| Bronz | Ion Cernea                                                  | Birkózás      | Kötöttfogás, 57 kg        |
| Bronz | Aurel Vernescu                                              | Kajak-kenu    | Férfi kajak egyes 1000 m  |
| Bronz | Simion Cuciuc Atanasie Sciotnic Mihai Țurcaș Aurel Vernescu | Kajak-kenu    | Férfi kajak négyes 1000 m |
| Bronz | Hilde Lauer Cornelia Sideri                                 | Kajak-kenu    | Női kajak kettes 500 m    |

## Atlétika
Férfi
| Versenyző           | Versenyszám     | Előfutam | Előfutam | Előfutam | Negyeddöntő | Negyeddöntő | Negyeddöntő | Elődöntő | Elődöntő | Elődöntő | Döntő         | Döntő         |
| Versenyző           | Versenyszám     | Idő      | Hely.    | Össz.    | Idő         | Hely.       | Össz.       | Idő      | Hely.    | Össz.    | Idő           | Helyezés      |
| ------------------- | --------------- | -------- | -------- | -------- | ----------- | ----------- | ----------- | -------- | -------- | -------- | ------------- | ------------- |
| Valeriu Jurcă       | 200 m           | 21,82    | 6.       | 38.      | kiesett     | kiesett     | kiesett     | kiesett  | kiesett  | kiesett  | kiesett       | kiesett       |
| Valeriu Jurcă       | 400 m gát       | 52,7     | 6.       | 22.      |             |             |             | kiesett  | kiesett  | kiesett  | kiesett       | kiesett       |
| Andrei Barabaș      | 5000 m          | 14:00,2  | 4.       | 13.      |             |             |             |          |          |          | kiesett       | kiesett       |
| Andrei Barabaș      | 10 000 m        |          |          |          |             |             |             |          |          |          | nem ért célba | nem ért célba |
| Constantin Grecescu | Maraton         |          |          |          |             |             |             |          |          |          | 2:30:42       | 36.           |
| Ilie Popa           | 50 km gyaloglás |          |          |          |             |             |             |          |          |          | 4:57:40       | 28.           |

| Versenyző       | Versenyszám | Selejtező | Selejtező | Döntő    | Döntő    |
| Versenyző       | Versenyszám | Eredmény  | Helyezés  | Eredmény | Helyezés |
| --------------- | ----------- | --------- | --------- | -------- | -------- |
| Şerban Ciochină | Hármasugrás | 15,81 m   | 11.*      | 16,23 m  | 5.       |

Női
| Versenyző            | Versenyszám   | Selejtező | Selejtező | Döntő    | Döntő    |
| Versenyző            | Versenyszám   | Eredmény  | Helyezés  | Eredmény | Helyezés |
| -------------------- | ------------- | --------- | --------- | -------- | -------- |
| Balázs Jolán         | Magasugrás    | 170 cm    | 1.**      | 190 cm   |          |
| Viorica Viscopoleanu | Távolugrás    | 637 cm    | 4.*       | 635 cm   | 5.       |
| Ana Maria Sălăjan    | Súlylökés     | 15,31 m   | 9.        | 15,83 m  | 8.       |
| Olimpia Cataramă     | Diszkoszvetés | 53,20 m   | 5.        | 53,08 m  | 8.       |
| Lia Manoliu          | Diszkoszvetés | 53,64 m   | 4.        | 56,97 m  |          |
| Maria Diaconescu     | Gerelyhajítás | 51,12 m   | 7.        | 53,71 m  | 6.       |
| Mihaela Peneș        | Gerelyhajítás | 51,19 m   | 6.        | 60,54 m  |          |

* - egy másik versenyzővel azonos eredményt ért el

** - két másik versenyzővel azonos eredményt ért el

## Birkózás
Kötöttfogású
| Versenyző          | Versenyszám | 1. forduló                     | 2. forduló                            | 3. forduló                         | 4. forduló                         | 5. forduló                           | Döntő | Helyezés    |
| Versenyző          | Versenyszám | Ellenfél Eredmény              | Ellenfél Eredmény                     | Ellenfél Eredmény                  | Ellenfél Eredmény                  | Ellenfél Eredmény                    | Ellenfél Eredmény | Helyezés    |
| ------------------ | ----------- | ------------------------------ | ------------------------------------- | ---------------------------------- | ---------------------------------- | ------------------------------------ | --- | ----------- |
| Dumitru Pîrvulescu | 52 kg       | Jørgen Jensen (DEN) · 1-3      | César del Rio (MEX) · kétvállas       | Rolf Lacour (EUA) · 1-3            | erőnyerő                           |                                      | 1. mérkőzés · Angel Kerezov (BUL) · 3-1 · 2. mérkőzés · Hanahara Cutomu (JPN) · kétvállas                                            |             |
| Ion Cernea         | 57 kg       | Varga János (HUN) · 2-2        | Bernard Knitter (POL) · 1-3           | Jiří Švec (TCH) · 1-3              | Ünver Beşergil (TUR) · 1-3         | Vlagyimir Trosztyanszkij (URS) · 3-1 | Hozott eredmény · Vlagyimir Trosztyanszkij (URS) · 3-1                                                                               |             |
| Marin Bolocan      | 63 kg       | Erik Olsson (SWE) · 3-1        | Nour Aka Sayed (AFG) · kétvállas      | Rasoul Mir Malek (IRI) · 2-2       | Moustafa Hamil Mansour (RAU) · 3-1 | kiesett                              | kiesett | helyezetlen |
| Valeriu Bularcă    | 70 kg       | Eero Tapio (FIN) · 2-2         | Kim Ikcsong (Kim Ik-Jong) (KOR) · 1-3 | James Burke (USA) · kizárták       | Rune Johnsson (SWE) · 1-3          | Kazım Ayvaz (TUR) · 2-2              | 1. mérkőzés · David Gvanceladze (URS) · 3-1 · 3. mérkőzés · Fudzsita Tokuaki (JPN) · 2-2 · Hozott eredmény · Kazım Ayvaz (TUR) · 2-2 |             |
| Ion Ţăranu         | 78 kg       | Kiril Petkov (BUL) · 1-3       | Anatolij Koleszov (URS) · 2-2         | Matti Laakso (FIN) · 2-2           | Asghar Zoghian (IRI) · 1-3         | kiesett                              | kiesett | 5.          |
| Gheorghe Popovici  | 87 kg       | Valentyin Olenyik (URS) · 2-2  | Lothar Metz (EUA) · 3-1               | Wayne Baughman (USA) · 3-1         | kiesett                            | kiesett                              | kiesett | helyezetlen |
| Nicolae Martinescu | 97 kg       | Lucjan Sosnowski (POL) · 2-2   | Adelmo Bulgarelli (ITA) · 1-3         | Gıyasettin Yılmaz (TUR) · 1-3      | Eugen Wiesberger, Jr. (AUT) · 1-3  | Bojan Radev (BUL) · 3-1              | kiesett | 4.          |
| Ştefan Stîngu      | +97 kg      | Radoszlav Kaszabov (BUL) · 2-2 | Ragnar Svensson (SWE) · 3-1           | Anatolij Roscsin (URS) · kétvállas | kiesett                            | kiesett                              | kiesett | helyezetlen |

Szabadfogású
| Versenyző         | Versenyszám | 1. forduló                           | 2. forduló                         | 3. forduló                 | 4. forduló                        | 5. forduló        | Döntő             | Helyezés    |
| Versenyző         | Versenyszám | Ellenfél Eredmény                    | Ellenfél Eredmény                  | Ellenfél Eredmény          | Ellenfél Eredmény                 | Ellenfél Eredmény | Ellenfél Eredmény | Helyezés    |
| ----------------- | ----------- | ------------------------------------ | ---------------------------------- | -------------------------- | --------------------------------- | ----------------- | ----------------- | ----------- |
| Gheorghe Ţapalagă | 52 kg       | Ali Aliyev (URS) · 3-1               | Stoyko Malov (BUL) · kétvállas     | kiesett                    | kiesett                           | kiesett           | kiesett           | helyezetlen |
| Ştefan Tâmpa      | 78 kg       | Vatanabe Jaszuo (JPN) · 3-1          | Martin Heinze (EUA) · 3-1          | kiesett                    | kiesett                           | kiesett           | kiesett           | helyezetlen |
| Balló Ferenc      | 97 kg       | Alekszandr Medvegy (URS) · kétvállas | Gerald Conine (USA) · 2-2          | kiesett                    | kiesett                           | kiesett           | kiesett           | helyezetlen |
| Ştefan Stîngu     | +97 kg      | Bohumil Kubát (TCH) · 2-2            | Ganpat Andhalkar (IND) · kétvállas | Ljutvi Ahmedov (BUL) · 3-1 | Alekszandr Ivanyickij (URS) · 3-1 |                   | kiesett           | 6.          |

## Evezés
| Versenyző                                                          | Versenyszám              | Előfutam | Előfutam | Vigaszág | Vigaszág | Döntő | Döntő   | Döntő | Helyezés |
| Versenyző                                                          | Versenyszám              | Idő      | Hely.    | Idő      | Hely.    | Típus | Idő     | Hely. | Helyezés |
| ------------------------------------------------------------------ | ------------------------ | -------- | -------- | -------- | -------- | ----- | ------- | ----- | -------- |
| Gheorghe Riffelt Ionel Petrov Oprea Păunescu (kormányos)           | Kormányos kettes         | 8:02,34  | 2.       | 7:38,36  | 3.       | B     | 7:35,74 | 4.    | 10.      |
| Ştefan Pongratz Ludovic Covaci-Borbely Carol Vereş Nichifor Tarara | Kormányos nélküli négyes | 6:57,35  | 2.       | 6:30,37  | 2.       | B     | 6:27,28 | 3.    | 9.       |

## Kajak-kenu
Férfi
| Versenyző                                                   | Versenyszám         | Előfutam | Előfutam | Vigaszág | Vigaszág | Elődöntő | Elődöntő | Döntő   | Döntő    |
| Versenyző                                                   | Versenyszám         | Idő      | Hely.    | Idő      | Hely.    | Idő      | Hely.    | Idő     | Helyezés |
| ----------------------------------------------------------- | ------------------- | -------- | -------- | -------- | -------- | -------- | -------- | ------- | -------- |
| Aurel Vernescu                                              | Kajak egyes 1000 m  | 4:02,06  | 1.       | erőnyerő | erőnyerő | 4:03,35  | 1.       | 4:00,77 |          |
| Haralambie Ivanov Vasilie Nicoarǎ                           | Kajak kettes 1000 m | 3:40,57  | 1.       | erőnyerő | erőnyerő | 3:49,02  | 1.       | 3:41,12 | 4.       |
| Simion Cuciuc Atanasie Sciotnic Mihai Ţurcaş Aurel Vernescu | Kajak négyes 1000 m | 3:15,17  | 1.       | erőnyerő | erőnyerő | 3:24,22  | 1.       | 3:15,51 |          |
| Andrei Igorov                                               | Kenu egyes 1000 m   | 4:39,57  | 2.       | erőnyerő | erőnyerő |          |          | 4:37,89 |          |
| Igor Lipalit Achim Sidorov                                  | Kenu kettes 1000 m  | 4:12,81  | 2.       | erőnyerő | erőnyerő |          |          | 4:09,88 | 5.       |

Női
| Versenyző                   | Versenyszám        | Előfutam | Előfutam | Vigaszág | Vigaszág | Döntő   | Döntő    |
| Versenyző                   | Versenyszám        | Idő      | Hely.    | Idő      | Hely.    | Idő     | Helyezés |
| --------------------------- | ------------------ | -------- | -------- | -------- | -------- | ------- | -------- |
| Hilde Lauer                 | Kajak egyes 500 m  | 2:10,91  | 1.       | erőnyerő | erőnyerő | 2:15,35 |          |
| Hilde Lauer Cornelia Sideri | Kajak kettes 500 m | 1:57,69  | 2.       | erőnyerő | erőnyerő | 2:00,25 |          |

## Kerékpározás

### Országúti kerékpározás
| Versenyző                                                    | Versenyszám     | Idő                   | Helyezés |
| ------------------------------------------------------------ | --------------- | --------------------- | -------- |
| Gheorghe Bădără                                              | Mezőnyverseny   | 4:39:51,83 (+0:00,20) | 88.      |
| Constantin Ciocan                                            | Mezőnyverseny   | 4:39:51,81 (+0:00,18) | 58.      |
| Ion Cosma                                                    | Mezőnyverseny   | 4:39:51,81 (+0:00,18) | 59.      |
| Gabriel Moiceanu                                             | Mezőnyverseny   | 4:39:51,80 (+0:00,17) | 57.      |
| Gheorghe Bădără Constantin Ciocan Gabriel Moiceanu Emil Rusu | Csapat időfutam | 2:31:22,96 (+4:51,77) | 9.       |

## Labdarúgás
| Román labdarúgócsapat-játékoskeret | Román labdarúgócsapat-játékoskeret |
| --- | --- |
| - Marin Andrei - Sorin Avram - Dan Coe - Gheorghe Constantin - Carol Creiniceanu - Ilie Datcu - Nicolae Georgescu - Ilie Greavu - Bujor Hălmăgeanu | - Ion Ionescu - Dumitru Ivan - Jenei Imre - Constantin Koszka - Ion Nunweiller - Cornel Pavlovici - Ion Pârcălab - Mircea Petrescu - Emil Petru |

### Eredmények
Csoportkör
A csoport
| Csapat                | M | Gy | D | V | G+ | G– | Gk | P |
| --------------------- | - | -- | - | - | -- | -- | -- | - |
| Egyesült Német Csapat | 3 | 2  | 1 | 0 | 7  | 1  | +6 | 5 |
| Románia               | 3 | 2  | 1 | 0 | 5  | 2  | +3 | 5 |
| Mexikó                | 3 | 0  | 1 | 2 | 2  | 6  | –4 | 1 |
| Irán                  | 3 | 0  | 1 | 2 | 1  | 6  | –5 | 1 |

| 1964. október 11. 14:00 |

| Románia (ROU)                            | 3–1               | Mexikó      |
| ---------------------------------------- | ----------------- | ----------- |
| Greinideanu 20' Pircalab 33' Ionescu 47' | (2–0) Jegyzőkönyv | Fragoso 72' |

| Ómija stadion, Ómija Játékvezető: Jokojama Jozó (japán) Asszisztensek: Miguel Comesaña (argentin), Aszami Tosio (japán) |

| 1964. október 13. 14:00 |

| Egyesült Német Csapat (EUA) | 1–1               | Románia       |
| --------------------------- | ----------------- | ------------- |
| Frenzel 22' Vogel 33′       | (1–1) Jegyzőkönyv | Pavlovici 27' |

| Komazava stadion, Tokió Játékvezető: Vaclav Korelus (csehszlovák) Asszisztensek: Menáhém Askenází (izraeli), Kim Dokcshon (dél-koreai) |

| 1964. október 15. 14:00 |

| Románia (ROU) | 1–0               | Irán |
| ------------- | ----------------- | ---- |
| Pavlovici 26' | (1–0) Jegyzőkönyv |      |

| Ómija stadion, Ómija Játékvezető: Miguel Comesaña (argentin) Asszisztensek: Eunapio G. De Queiroz (brazil), Ikeda Taró (japán) |

Negyeddöntő
| 1964. október 18. 14:00 |

| Románia (ROU) | 0–2               | Magyarország              |
| ------------- | ----------------- | ------------------------- |
|               | (0–1) Jegyzőkönyv | Csernai 2' 84' (11-esből) |

| Micuzava stadion, Jokohama Játékvezető: Menáhém Askenází (izraeli) Asszisztensek: Kim Dokcshon (dél-koreai), Jokojama Jozó (japán) |

Az 5–8. helyért
| 1964. október 20. |

| Románia (ROU)                         | 4–2               | Ghána               |
| ------------------------------------- | ----------------- | ------------------- |
| Pavlovici 12' 19' 74' Creiniceanu 41' | (3–2) Jegyzőkönyv | Aggrey-Fynn 25' 44' |

| Nisi-Kjógoku stadion, Kiotó Játékvezető: Gregg De Silva (maláj) Asszisztensek: Kim Dokcshon (dél-koreai), Ikeda Taró (japán) |

Az 5. helyért
| 1964. október 22. |

| Jugoszlávia (YUG) | 0–3               | Románia                                   |
| ----------------- | ----------------- | ----------------------------------------- |
|                   | (0–0) Jegyzőkönyv | Pavlovici 50' Pârcălab 72' Constantin 78' |

| Nagai stadion, Oszaka Nézőszám: 10 000 Játékvezető: Zsolt István (magyar) Asszisztensek: Eunapio De Queiroz (brazil), Ikeda Taró (japán) |

| Csapat        | Helyezés |
| ------------- | -------- |
| Románia (ROU) | 5.       |

## Ökölvívás
| Versenyző            | Versenyszám   | Selejtező         | 32-es főtábla                         | Nyolcaddöntő                           | Negyeddöntő                          | Elődöntő          | Döntő             | Helyezés |
| Versenyző            | Versenyszám   | Ellenfél Eredmény | Ellenfél Eredmény                     | Ellenfél Eredmény                      | Ellenfél Eredmény                    | Ellenfél Eredmény | Ellenfél Eredmény | Helyezés |
| -------------------- | ------------- | ----------------- | ------------------------------------- | -------------------------------------- | ------------------------------------ | ----------------- | ----------------- | -------- |
| Constantin Ciucă     | Légsúly       |                   | Walter Henry (CAN) · RSC              | Winston Van Cuylenburg (CEY) · 5-0     | Artur Olech (POL) · 0-5              | kiesett           | kiesett           | 5.       |
| Nicolae Puiu         | Harmatsúly    |                   | Cornelis van der Walt (NRH) · RSC     | Louis Johnson (USA) · 5-0              | Szakurai Takao (JPN) · 0-5           | kiesett           | kiesett           | 5.       |
| Constantin Crudu     | Pehelysúly    |                   | Roberto Caminero (CUB) · 4-1          | Jorma Limmonen (FIN) · 3-2             | Sztanyiszlav Sztyepaskin (URS) · RSC | kiesett           | kiesett           | 5.       |
| Iosif Mihalic        | Kisváltósúly  | erőnyerő          | Rupert König (AUT) · RSC              | Ermanno Fasoli (ITA) · 4-1             | Jerzy Kulej (POL) · 1-4              | kiesett           | kiesett           | 5.       |
| Constantin Niculescu | Váltósúly     |                   | Alfonso Ramírez (MEX) · 5-0           | Ernest Mabwa (UGA) · 2-3               | kiesett                              | kiesett           | kiesett           | 9.       |
| Vasile Mirza         | Nagyváltósúly |                   | I Gumthek (Lee Geum-taek) (KOR) · 5-0 | Sayed El-Nahas (RAU) · 3-2             | Józef Grzesiak (POL) · 1-4           | kiesett           | kiesett           | 5.       |
| Ion Monea            | Középsúly     |                   | erőnyerő                              | Kim Dokphal (Kim Deok-pal) (KOR) · 5-0 | Emil Schulz (EUA) · 0-5              | kiesett           | kiesett           | 5.       |
| Gheorghe Negrea      | Félnehézsúly  |                   | Alekszej Kiszeljov (URS) · 0-5        | kiesett                                | kiesett                              | kiesett           | kiesett           | 17.      |
| Vasile Mariuţan      | Nehézsúly     |                   |                                       | Kiril Pandov (BUL) · 5-0               | Giuseppe Ros (ITA) · kizárták        | kiesett           | kiesett           | 5.       |

## Röplabda

### Férfi
| Román férfi röplabdacsapat-játékoskeret                                                           | Román férfi röplabdacsapat-játékoskeret                                                |
| ------------------------------------------------------------------------------------------------- | -------------------------------------------------------------------------------------- |
| - Nicolae Bărbuţă - Mihai Chezan - Mihai Coste - Eduard Derzsei - Aurel Drăgan - Gheorghe Fieraru | - Constantin Ganciu - Mihai Grigorovici - Horaţiu Nicolau - Davila Plocon - Iuli Szocs |

#### Eredmények
Csoportkör
| 1964. október 13. 17:15 | Románia (ROU)       | 0 – 3 | Szovjetunió (URS) |  |
| 1964. október 13. 17:15 | (8–15, 10–15, 9–15) |       |                   |  |

| 1964. október 14. 13:15 | Brazília (BRA)     | 0 – 3 | Románia (ROU) |  |
| 1964. október 14. 13:15 | (6–15, 5–15, 5–15) |       |               |  |

| 1964. október 15. 11:15 | Bulgária (BUL)                   | 2 – 3 | Románia (ROU) |  |
| 1964. október 15. 11:15 | (6–15, 15–11, 15–5, 13–15, 8–15) |       |               |  |

| 1964. október 17. 17:15 | Hollandia (NED)     | 0 – 3 | Románia (ROU) |  |
| 1964. október 17. 17:15 | (9–15, 6–15, 13–15) |       |               |  |

| 1964. október 18. 0:00 | Románia (ROU)                   | 3 – 2 | Dél-Korea (KOR) |  |
| 1964. október 18. 0:00 | (15–9, 14–16, 8–15, 15–9, 15–9) |       |                 |  |

| 1964. október 19. 19:15 | Magyarország (HUN)          | 1 – 3 | Románia (ROU) |  |
| 1964. október 19. 19:15 | (6–15, 15–12, 10–15, 14–16) |       |               |  |

| 1964. október 21. 19:15 | Csehszlovákia (TCH)         | 3 – 1 | Románia (ROU) |  |
| 1964. október 21. 19:15 | (15–11, 7–15, 15–12, 15–12) |       |               |  |

| 1964. október 22. 19:40 | Japán (JPN)        | 3 – 0 | Románia (ROU) |  |
| 1964. október 22. 19:40 | (15–6, 15–9, 15–8) |       |               |  |

| 1964. október 23. 13:15 | Egyesült Államok (USA)      | 1 – 3 | Románia (ROU) |  |
| 1964. október 23. 13:15 | (15–11, 9–15, 11–15, 13–15) |       |               |  |

|          |                        |      | Mérkőzések | Mérkőzések | Szettek | Szettek | Szettek | Pontok | Pontok | Pontok |
| Helyezés | Csapat                 | Pont | Gy         | V          | Sz+     | Sz–     | SzA     | P+     | P–     | PA     |
| -------- | ---------------------- | ---- | ---------- | ---------- | ------- | ------- | ------- | ------ | ------ | ------ |
| Arany    | Szovjetunió (URS)      | 17   | 8          | 1          | 25      | 5       | 5,000   | 415    | 279    | 1,487  |
| Ezüst    | Csehszlovákia (TCH)    | 17   | 8          | 1          | 26      | 10      | 2,600   | 486    | 399    | 1,218  |
| Bronz    | Japán (JPN)            | 16   | 7          | 2          | 22      | 12      | 1,833   | 475    | 372    | 1,277  |
| 4.       | Románia (ROU)          | 15   | 6          | 3          | 19      | 15      | 1,267   | 432    | 394    | 1,096  |
| 5.       | Bulgária (BUL)         | 14   | 5          | 4          | 20      | 16      | 1,250   | 464    | 429    | 1,082  |
| 6.       | Magyarország (HUN)     | 13   | 4          | 5          | 18      | 18      | 1,000   | 449    | 466    | 0,964  |
| 7.       | Brazília (BRA)         | 12   | 3          | 6          | 13      | 23      | 0,565   | 410    | 474    | 0,865  |
| 8.       | Hollandia (NED)        | 11   | 2          | 7          | 11      | 24      | 0,458   | 378    | 482    | 0,784  |
| 9.       | Egyesült Államok (USA) | 11   | 2          | 7          | 10      | 23      | 0,435   | 360    | 450    | 0,800  |
| 10.      | Dél-Korea (KOR)        | 9    | 0          | 9          | 9       | 27      | 0,333   | 376    | 500    | 0,752  |

| Csapat        | Helyezés |
| ------------- | -------- |
| Románia (ROU) | 4.       |

### Női
| Román női röplabdacsapat-játékoskeret                                                        | Román női röplabdacsapat-játékoskeret                                             |
| -------------------------------------------------------------------------------------------- | --------------------------------------------------------------------------------- |
| - Alexandrina Chezan - Sonia Colceru - Ileana Enculescu - Elisabeta Goloţie - Doina Ivănescu | - Cornelia Lăzeanu - Ana Mocanu - Doina Popescu - Natalia Todorovschi - Lia Vanea |

#### Eredmények
Csoportkör
| 1964. október 11. 13:15 | Románia (ROU)      | 0 – 3 | Szovjetunió (URS) |  |
| 1964. október 11. 13:15 | (5–15, 6–15, 0–15) |       |                   |  |

| 1964. október 12. 19:15 | Románia (ROU)      | 0 – 3 | Japán (JPN) |  |
| 1964. október 12. 19:15 | (7–15, 3–15, 8–15) |       |             |  |

| 1964. október 13. 17:15 | Románia (ROU)      | 3 – 0 | Egyesült Államok (USA) |  |
| 1964. október 13. 17:15 | (15–9, 15–1, 15–2) |       |                        |  |

| 1964. október 19. 17:15 | Románia (ROU)       | 3 – 0 | Dél-Korea (KOR) |  |
| 1964. október 19. 17:15 | (15–10, 15–9, 15–6) |       |                 |  |

| 1964. október 22. 19:15 | Románia (ROU)      | 0 – 3 | Lengyelország (POL) |  |
| 1964. október 22. 19:15 | (7–15, 6–15, 8–15) |       |                     |  |

|          |                        |      | Mérkőzések | Mérkőzések | Szettek | Szettek | Szettek | Pontok | Pontok | Pontok |
| Helyezés | Csapat                 | Pont | Gy         | V          | Sz+     | Sz–     | SzA     | P+     | P–     | PA     |
| -------- | ---------------------- | ---- | ---------- | ---------- | ------- | ------- | ------- | ------ | ------ | ------ |
| Arany    | Japán (JPN)            | 10   | 5          | 0          | 15      | 1       | 15,000  | 238    | 93     | 2,559  |
| Ezüst    | Szovjetunió (URS)      | 9    | 4          | 1          | 12      | 3       | 4,000   | 212    | 97     | 2,186  |
| Bronz    | Lengyelország (POL)    | 8    | 3          | 2          | 10      | 6       | 1,667   | 180    | 162    | 1,111  |
| 4.       | Románia (ROU)          | 7    | 2          | 3          | 6       | 9       | 0,667   | 140    | 172    | 0,814  |
| 5.       | Egyesült Államok (USA) | 6    | 1          | 4          | 3       | 12      | 0,250   | 98     | 213    | 0,460  |
| 6.       | Dél-Korea (KOR)        | 5    | 0          | 5          | 0       | 15      | 0,000   | 94     | 225    | 0,418  |

| Csapat        | Helyezés |
| ------------- | -------- |
| Románia (ROU) | 4.       |

## Sportlövészet
Férfi
| Versenyző       | Versenyszám           | Pont | Helyezés |
| --------------- | --------------------- | ---- | -------- |
| Marcel Roşca    | Gyorstüzelő pisztoly  | 588  | 6.       |
| Ion Tripşa      | Gyorstüzelő pisztoly  | 591  |          |
| Neagu Bratu     | Szabadpisztoly        | 542  | 19.      |
| Gavril Maghiar  | Szabadpisztoly        | 540  | 22.      |
| Traian Cogut    | Sportpuska, fekvő     | 593  | 8.       |
| Nicolae Rotaru  | Sportpuska, fekvő     | 595  | 5.       |
| Nicolae Rotaru  | Sportpuska, összetett | 1132 | 20.      |
| Ion Olărescu    | Sportpuska, összetett | 1144 | 7.       |
| Ion Dumitrescu  | Trap                  | 193  | 5.       |
| Gheorghe Enache | Trap                  | 182  | 33.      |

## Súlyemelés
| Versenyző    | Versenyszám | Nyomás   | Nyomás   | Szakítás                 | Szakítás                 | Lökés    | Lökés    | Összesen | Helyezés |
| Versenyző    | Versenyszám | Eredmény | Helyezés | Eredmény                 | Helyezés                 | Eredmény | Helyezés | Összesen | Helyezés |
| ------------ | ----------- | -------- | -------- | ------------------------ | ------------------------ | -------- | -------- | -------- | -------- |
| Fitzi Balázs | 60 kg       | 115,0    | 4.       | érvényes kísérlet nélkül | érvényes kísérlet nélkül | kiesett  | kiesett  | kiesett  | kiesett  |
| Lazăr Baroga | 90 kg       | 145,0    | 6.       | 135,0                    | 5.                       | 180,0    | 2.       | 460,0    | 5.       |

## Torna
Férfi
| Versenyző                                                                                          | Versenyszám      | Selejtező | Selejtező | Döntő    | Döntő    |
| Versenyző                                                                                          | Versenyszám      | Pontszám  | Helyezés  | Pontszám | Helyezés |
| -------------------------------------------------------------------------------------------------- | ---------------- | --------- | --------- | -------- | -------- |
| Anton Cadar                                                                                        | Talaj            | 18,35     | 54.       | kiesett  | kiesett  |
| Anton Cadar                                                                                        | Ugrás            | 18,75     | 54.       | kiesett  | kiesett  |
| Anton Cadar                                                                                        | Korlát           | 18,80     | 30.       | kiesett  | kiesett  |
| Anton Cadar                                                                                        | Nyújtó           | 18,30     | 60.       | kiesett  | kiesett  |
| Anton Cadar                                                                                        | Gyűrű            | 18,55     | 31.       | kiesett  | kiesett  |
| Anton Cadar                                                                                        | Lólengés         | 17,70     | 83.       | kiesett  | kiesett  |
| Anton Cadar                                                                                        | Egyéni összetett |           |           | 110,45   | 51.      |
| Gheorghe Condovici                                                                                 | Talaj            | 17,60     | 92.       | kiesett  | kiesett  |
| Gheorghe Condovici                                                                                 | Ugrás            | 18,50     | 90.       | kiesett  | kiesett  |
| Gheorghe Condovici                                                                                 | Korlát           | 18,10     | 87.       | kiesett  | kiesett  |
| Gheorghe Condovici                                                                                 | Nyújtó           | 17,65     | 82.       | kiesett  | kiesett  |
| Gheorghe Condovici                                                                                 | Gyűrű            | 17,35     | 89.       | kiesett  | kiesett  |
| Gheorghe Condovici                                                                                 | Lólengés         | 17,95     | 76.       | kiesett  | kiesett  |
| Gheorghe Condovici                                                                                 | Egyéni összetett |           |           | 107,15   | 86.*     |
| Petre Miclǎuş                                                                                      | Talaj            | 17,95     | 78.       | kiesett  | kiesett  |
| Petre Miclǎuş                                                                                      | Ugrás            | 18,70     | 69.       | kiesett  | kiesett  |
| Petre Miclǎuş                                                                                      | Korlát           | 18,20     | 79.       | kiesett  | kiesett  |
| Petre Miclǎuş                                                                                      | Nyújtó           | 16,45     | 113.      | kiesett  | kiesett  |
| Petre Miclǎuş                                                                                      | Gyűrű            | 17,75     | 74.       | kiesett  | kiesett  |
| Petre Miclǎuş                                                                                      | Lólengés         | 18,05     | 69.       | kiesett  | kiesett  |
| Petre Miclǎuş                                                                                      | Egyéni összetett |           |           | 107,10   | 88.      |
| Frederic Orendi                                                                                    | Talaj            | 18,30     | 60.       | kiesett  | kiesett  |
| Frederic Orendi                                                                                    | Ugrás            | 18,90     | 36.       | kiesett  | kiesett  |
| Frederic Orendi                                                                                    | Korlát           | 18,80     | 30.       | kiesett  | kiesett  |
| Frederic Orendi                                                                                    | Nyújtó           | 18,95     | 18.       | kiesett  | kiesett  |
| Frederic Orendi                                                                                    | Gyűrű            | 17,90     | 65.       | kiesett  | kiesett  |
| Frederic Orendi                                                                                    | Lólengés         | 18,55     | 28.       | kiesett  | kiesett  |
| Frederic Orendi                                                                                    | Egyéni összetett |           |           | 111,40   | 31.      |
| Gheorghe Tohǎneanu                                                                                 | Talaj            | 18,45     | 46.       | kiesett  | kiesett  |
| Gheorghe Tohǎneanu                                                                                 | Ugrás            | 18,85     | 42.       | kiesett  | kiesett  |
| Gheorghe Tohǎneanu                                                                                 | Korlát           | 18,65     | 45.       | kiesett  | kiesett  |
| Gheorghe Tohǎneanu                                                                                 | Nyújtó           | 18,55     | 46.       | kiesett  | kiesett  |
| Gheorghe Tohǎneanu                                                                                 | Gyűrű            | 18,10     | 56.       | kiesett  | kiesett  |
| Gheorghe Tohǎneanu                                                                                 | Lólengés         | 18,00     | 72.       | kiesett  | kiesett  |
| Gheorghe Tohǎneanu                                                                                 | Egyéni összetett |           |           | 110,60   | 45.**    |
| Alexandru Szilaghi                                                                                 | Talaj            | 18,75     | 23.       | kiesett  | kiesett  |
| Alexandru Szilaghi                                                                                 | Ugrás            | 18,80     | 48.       | kiesett  | kiesett  |
| Alexandru Szilaghi                                                                                 | Korlát           | 18,30     | 72.       | kiesett  | kiesett  |
| Alexandru Szilaghi                                                                                 | Nyújtó           | 17,55     | 86.       | kiesett  | kiesett  |
| Alexandru Szilaghi                                                                                 | Gyűrű            | 17,95     | 62.       | kiesett  | kiesett  |
| Alexandru Szilaghi                                                                                 | Lólengés         | 17,70     | 83.       | kiesett  | kiesett  |
| Alexandru Szilaghi                                                                                 | Egyéni összetett |           |           | 109,05   | 69.      |
| Anton Cadar Gheorghe Condovici Petre Miclǎuş Frederic Orendi Gheorghe Tohǎneanu Alexandru Szilaghi | Csapat összetett |           |           | 550,65   | 12.      |

Női
| Versenyző                                                                                          | Versenyszám      | Selejtező | Selejtező | Döntő    | Döntő    |
| Versenyző                                                                                          | Versenyszám      | Pontszám  | Helyezés  | Pontszám | Helyezés |
| -------------------------------------------------------------------------------------------------- | ---------------- | --------- | --------- | -------- | -------- |
| Elena Ceampelea                                                                                    | Talaj            | 18,200    | 50.       | kiesett  | kiesett  |
| Elena Ceampelea                                                                                    | Ugrás            | 18,666    | 30.       | kiesett  | kiesett  |
| Elena Ceampelea                                                                                    | Felemás korlát   | 18,399    | 37.       | kiesett  | kiesett  |
| Elena Ceampelea                                                                                    | Gerenda          | 18,566    | 31.       | kiesett  | kiesett  |
| Elena Ceampelea                                                                                    | Egyéni összetett |           |           | 73,831   | 37.*     |
| Cristina Doboşan                                                                                   | Talaj            | 18,133    | 53.       | kiesett  | kiesett  |
| Cristina Doboşan                                                                                   | Ugrás            | 18,532    | 40.       | kiesett  | kiesett  |
| Cristina Doboşan                                                                                   | Felemás korlát   | 18,432    | 35.       | kiesett  | kiesett  |
| Cristina Doboşan                                                                                   | Gerenda          | 17,400    | 72.       | kiesett  | kiesett  |
| Cristina Doboşan                                                                                   | Egyéni összetett |           |           | 72,497   | 54.      |
| Atanasia Ionescu                                                                                   | Talaj            | 18,133    | 53.       | kiesett  | kiesett  |
| Atanasia Ionescu                                                                                   | Ugrás            | 18,500    | 42.       | kiesett  | kiesett  |
| Atanasia Ionescu                                                                                   | Felemás korlát   | 18,599    | 27.       | kiesett  | kiesett  |
| Atanasia Ionescu                                                                                   | Gerenda          | 18,466    | 35.       | kiesett  | kiesett  |
| Atanasia Ionescu                                                                                   | Egyéni összetett |           |           | 73,698   | 41.      |
| Sonia Iovan                                                                                        | Talaj            | 18,666    | 25.       | kiesett  | kiesett  |
| Sonia Iovan                                                                                        | Ugrás            | 18,899    | 16.       | kiesett  | kiesett  |
| Sonia Iovan                                                                                        | Felemás korlát   | 18,966    | 8.        | kiesett  | kiesett  |
| Sonia Iovan                                                                                        | Gerenda          | 18,866    | 14.       | kiesett  | kiesett  |
| Sonia Iovan                                                                                        | Egyéni összetett |           |           | 75,397   | 14.*     |
| Elena Leușteanu                                                                                    | Talaj            | 18,833    | 18.       | kiesett  | kiesett  |
| Elena Leușteanu                                                                                    | Ugrás            | 18,632    | 33.       | kiesett  | kiesett  |
| Elena Leușteanu                                                                                    | Felemás korlát   | 18,766    | 16.       | kiesett  | kiesett  |
| Elena Leușteanu                                                                                    | Gerenda          | 18,899    | 11.       | kiesett  | kiesett  |
| Elena Leușteanu                                                                                    | Egyéni összetett |           |           | 75,130   | 20.      |
| Emilia Vătășoiu-Liță                                                                               | Talaj            | 18,332    | 47.       | kiesett  | kiesett  |
| Emilia Vătășoiu-Liță                                                                               | Ugrás            | 17,632    | 71.       | kiesett  | kiesett  |
| Emilia Vătășoiu-Liță                                                                               | Felemás korlát   | 18,599    | 27.       | kiesett  | kiesett  |
| Emilia Vătășoiu-Liță                                                                               | Gerenda          | 18,432    | 39.       | kiesett  | kiesett  |
| Emilia Vătășoiu-Liță                                                                               | Egyéni összetett |           |           | 72,995   | 48.      |
| Elena Ceampelea Cristina Doboşan Atanasia Ionescu Sonia Iovan Elena Leușteanu Emilia Vătășoiu-Liță | Csapat összetett |           |           | 371,984  | 6.       |

* - egy másik versenyzővel azonos eredményt ért el

** - két másik versenyzővel azonos eredményt ért el

## Vívás
Férfi
| Versenyző                                                           | Versenyszám       | Csoportkör | Csoportkör | Csoportkör | Csoportkör | Elődöntő                   | Elődöntő                   | Elődöntő                                   | Döntő                                                       | Helyezés    |
| Versenyző                                                           | Versenyszám       | 1. kör | 1. kör     | 2. kör | 2. kör     | 3. kör                     | 4. kör                     | 5. kör                                     | Döntő                                                       | Helyezés    |
| Versenyző                                                           | Versenyszám       | Ellenfél Eredmény | Hely.      | Ellenfél Eredmény | Hely.      | Ellenfél Eredmény          | Ellenfél Eredmény          | Ellenfél Eredmény                          | Ellenfél Eredmény                                           | Helyezés    |
| ------------------------------------------------------------------- | ----------------- | --- | ---------- | --- | ---------- | -------------------------- | -------------------------- | ------------------------------------------ | ----------------------------------------------------------- | ----------- |
| Ion Drîmbă                                                          | Tőr, egyéni       | F. csoport · Jacky Courtillat (FRA) · 4-5 · Bill Hoskyns (GBR) · 5-3 · Michael Ryan (IRL) · 5-1 · Orlando Nannini (ARG) · 5-3 · Bizhan Zarnegar (IRI) · 5-1                                                        | 2.         | A. csoport · German Szvesnyikov (URS) · 5-1 · Gyuricza József (HUN) · 5-4 · Alexander Leckie (GBR) · 5-1 · Witold Woyda (POL) · 4-5 · Mario Curletto (ITA) · 4-5                                                                | 2.         | Nasser Madani (IRI) · 10-4 | Roland Losert (AUT) · 6-10 | kiesett                                    | kiesett                                                     | 9.          |
| Tănase Mureșanu                                                     | Tőr, egyéni       | I. csoport · Albert Axelrod (USA) · 5-4 · Viktor Zsdanovics (URS) · 5-3 · Kim Mansik (Kim Man-sig) (KOR) · 5-0 · Adolfo Bisellach (ARG) · 5-2 · Dieter Schmitt (EUA) · 2-5                                         | 1.         | D. csoport · Tim Gerresheim (EUA) · 3-5 · Daniel Revenu (FRA) · 1-5 · Herbert Cohen (USA) · 2-5 · Mano Kazuo (JPN) · 5-4 · Pasquale La Ragione (ITA) · 5-2 · Rájátszás: · Herbert Cohen (USA) · 1-5 · Kazuo Mano (ITA) · 3-5    | 5.         | kiesett                    | kiesett                    | kiesett                                    | kiesett                                                     | helyezetlen |
| Haukler István                                                      | Tőr, egyéni       | H. csoport · Witold Woyda (POL) · 5-4 · Pasquale La Ragione (ITA) · 5-3 · Tim Gerresheim (EUA) · 5-3 · Brian McCowage (AUS) · 5-3 · Dibier Tamayo (COL) · 5-1 · Ronnie Theseira (MAS) · 5-0                        | 1.         | C. csoport · Roland Losert (AUT) · 2-5 · Viktor Zsdanovics (URS) · 3-5 · Mohamed Gamil El-Kalyoubi (RAU) · 3-5 · Dieter Schmitt (EUA) · 5-2 · Nicola Granieri (ITA) · 5-0 · Rájátszás: · Mohamed Gamil El-Kalyoubi (RAU) · 3-5  | 5.         | kiesett                    | kiesett                    | kiesett                                    | kiesett                                                     | helyezetlen |
| Haukler István                                                      | Párbajtőr, egyéni | D. csoport · Bohdan Gonsior (POL) · 4-5 · Michel Saykali (LIB) · 4-5 · Rudolf Trost (AUT) · 3-5 · Gianluigi Saccaro (ITA) · 5-4 · Frank Anger (USA) · 5-2 · John Andru (CAN) · 5-0 · Shahpour Zarnegar (IRI) · 5-4 | 5.         | E. csoport · Roland Losert (AUT) · 1-5 · Claude Bourquard (FRA) · 5-5 · Guram Kosztava (URS) · 2-5 · Orvar Lindwall (SWE) · 4-5 · Michel Saykali (LIB) · 5-5                                                                    | 5.         | kiesett                    | kiesett                    | kiesett                                    | kiesett                                                     | helyezetlen |
| Ion Drîmbă                                                          | Kard, egyéni      | A. csoport · Jakov Rilszkij (URS) · 4-5 · Pierluigi Chicca (ITA) · 5-2 · Rafael González (ARG) · 5-2 · Michael Ryan (IRL) · 5-2 · Ignacio Posada (COL) · 2-5                                                       | 3.         | B. csoport · Jerzy Pawłowski (POL) · 1-5 · Umjar Mavlihanov (URS) · 0-5 · Jacques Lefèvre (FRA) · 4-5 · Kovács Attila (HUN) · 5-3 · Sibata Szeidzsi (JPN) · 5-1 · Alexander Leckie (GBR) · 5-4 · Jürgen Theuerkauff (EUA) · 3-5 | 5.         | kiesett                    | kiesett                    |                                            | kiesett                                                     | helyezetlen |
| Tănase Mureșanu                                                     | Kard, egyéni      | H. csoport · Umjar Mavlihanov (URS) · 5-3 · Pézsa Tibor (HUN) · 5-3 · Alberto Lanteri (ARG) · 5-0 · John Andru (CAN) · 5-3 · Les Tornallyay (AUS) · 5-0 · Humberto Posada (COL) · 5-4                              | 1.         | D. csoport · Emil Ochyra (POL) · 4-5 · Bakonyi Péter (HUN) · 3-5 · Cesare Salvadori (ITA) · 5-3 · Ralph Cooperman (GBR) · 5-1 · Ignacio Posada (COL) · 5-0 · Enrique Penabella (CUB) · 5-4 · Hámori Jenő (USA) · 4-5            | 4.         | Marcel Parent (FRA) · 7-10 | kiesett                    |                                            | kiesett                                                     | 9.          |
| Octavian Vintilă                                                    | Kard, egyéni      | B. csoport · Jerzy Pawłowski (POL) · 2-5 · Hámori Jenő (USA) · 0-5 · Cesare Salvadori (ITA) · 2-5 · Jan Boutmy (AHO) · 5-3 · Nguyễn The Loc (VIE) · 5-1 · Ronnie Theseira (MAS) · 5-0                              | 4.         | A. csoport · Jakov Rilszkij (URS) · 0-5 · Dieter Wellmann (EUA) · 0-5 · Pézsa Tibor (HUN) · 0-5 · Marcel Parent (FRA) · 3-5 · Wladimiro Calarese (ITA) · 3-5 · Funamizu Micujuki (JPN) · 1-5 · Keresztes Attila (USA) · 5-1     | 8.         | kiesett                    | kiesett                    |                                            | kiesett                                                     | helyezetlen |
| Attila Csipler Ion Drîmbă Falb Gyula Haukler István Tănase Mureșanu | Tőr, csapat       | A. csoport · Argentína (ARG) · 9-0 · Franciaország (FRA) · 11-5 · Egyesült Államok (USA) · 8 (54)-8 (62) | 2.         | |            |                            | Lengyelország (POL) · 2-9  | Az 5–6. helyért · Magyarország (HUN) · 9-5 | Az 5. helyért · Egyesült Német Csapat (EUA) · 8 (57)-8 (60) | 6.          |
| Attila Csipler Ion Drîmbă Tănase Mureșanu Octavian Vintilă          | Kard, csapat      | B. csoport · Ausztrália (AUS) · 9-3 · Nagy-Britannia (GBR) · 10-6 | 2.         | |            |                            | Franciaország (FRA) · 6-8  | Az 5–6. helyért · Magyarország (HUN) · 0-9 | kiesett                                                     | 7.          |

Női
| Versenyző                                                                                     | Versenyszám | Csoportkör | Csoportkör | Csoportkör | Csoportkör | Elődöntő                       | Elődöntő          | Döntő                                     | Helyezés    |
| Versenyző                                                                                     | Versenyszám | 1. kör | 1. kör     | 2. kör | 2. kör     | 3. kör                         | 4. kör            | Döntő                                     | Helyezés    |
| Versenyző                                                                                     | Versenyszám | Ellenfél Eredmény | Hely.      | Ellenfél Eredmény | Hely.      | Ellenfél Eredmény              | Ellenfél Eredmény | Ellenfél Eredmény                         | Helyezés    |
| --------------------------------------------------------------------------------------------- | ----------- | --- | ---------- | --- | ---------- | ------------------------------ | ----------------- | ----------------------------------------- | ----------- |
| Ana Derșidan-Ene-Pascu                                                                        | Tőr, egyéni | B. csoport · Dömölky Lídia (HUN) · 0-4 · Bruna Colombetti (ITA) · 1-4 · Ginette Rossini (LUX) · 3-4 · Jaszui Tamiko (JPN) · 4-1 · Johanna Winter (AUS) · 4-2 · Pacita Wiedel (CAN) · 2-4 · Rájátszás: · Jaszui Tamiko (JPN) · 4-1 | 4.         | D. csoport · Galina Gorohova (URS) · 2-4 · Giovanna Masciotta (ITA) · 4-1 · Rosemarie Scherberger (EUA) · 4-0 · Kerstin Palm (SWE) · 4-3 · Rejtő Ildikó (HUN) · 1-4 | 2.         | Antonella Ragno (ITA) · 4-8    | kiesett           | kiesett                                   | 9.          |
| Szabó Orbán Olga                                                                              | Tőr, egyéni | D. csoport · Galina Gorohova (URS) · 2-4 · Rosemarie Scherberger (EUA) · 4-2 · Shirley Netherway (GBR) · 4-1 · Takeucsi Josie (JPN) · 4-0 · Janice-Lee York-Romary (USA) · 2-4                                                    | 2.         | B. csoport · Dömölky Lídia (HUN) · 4-0 · Helga Mees (EUA) · 4-0 · Ginette Rossini (LUX) · 4-2 · Shirley Netherway (GBR) · 4-1 · Valentyina Rasztvorova (URS) · 2-4  | 1.         | Giovanna Masciotta (ITA) · 6-8 | kiesett           | kiesett                                   | 9.          |
| Maria Vicol                                                                                   | Tőr, egyéni | C. csoport · Brigitte Gapais-Dumont (FRA) · 1-4 · Juhász Katalin (HUN) · 2-4 · Óvada Tomoko (JPN) · 3-4 · Kerstin Palm (SWE) · 4-3 · Tommy Angell (USA) · 4-0                                                                     | 5.         | kiesett | kiesett    | kiesett                        | kiesett           | kiesett                                   | helyezetlen |
| Ana Derșidan-Ene-Pascu Drimba-Gyulai Ilona Stahl Jencsik Katalin Szabó Orbán Olga Maria Vicol | Tőr, csapat | B. csoport · Egyesült Államok (USA) · 10-6 | 2.         | |            | Szovjetunió (URS) · 4-9        |                   | Az 5. helyért · Franciaország (FRA) · 9-6 | 5.          |

## Vízilabda
| Román férfi vízilabdacsapat-játékoskeret                                                 | Román férfi vízilabdacsapat-játékoskeret                                         |
| ---------------------------------------------------------------------------------------- | -------------------------------------------------------------------------------- |
| - Iosif Culineac - Nicolae Firoiu - Anatol Grinţescu - Ştefan Kroner - Cornel Mărculescu | - Emil Mureşan - Gruia Novac - Mircea Ştefănescu - Alexandru Szabó - Aurel Zahan |

### Eredmények
Csoportkör
A csoport
| Csapat            | M | Gy | D | V | G+ | G– | Gk | P |
| ----------------- | - | -- | - | - | -- | -- | -- | - |
| Olaszország (ITA) | 2 | 2  | 0 | 0 | 9  | 6  | +3 | 4 |
| Románia (ROU)     | 2 | 1  | 0 | 1 | 12 | 8  | +4 | 2 |
| Japán (JPN)       | 2 | 0  | 0 | 2 | 7  | 14 | –7 | 0 |

| 1964. október 11. 11:10 | Olaszország (ITA)    | 4 – 3 | Románia (ROU) |  |
| 1964. október 11. 11:10 | (2–0, 0–2, 2–0, 0–1) |       |               |  |
| 1964. október 11. 11:10 | Pizzo 3              |       | Grinţescu 2   |  |

| 1964. október 13. 11:10 | Japán (JPN)          | 4 – 9 | Románia (ROU) |  |
| 1964. október 13. 11:10 | (1–1, 2–3, 0–2, 1–3) |       |               |  |
| 1964. október 13. 11:10 | Simizu 2             |       | Zahan 3       |  |

Középdöntő
A/B csoport
A táblázat tartalmazza az A csoportban lejátszott Olaszország – Románia 4–3-as eredményt.
| Csapat                      | M | Gy | D | V | G+ | G– | Gk | P |
| --------------------------- | - | -- | - | - | -- | -- | -- | - |
| Szovjetunió (URS)           | 3 | 2  | 1 | 0 | 7  | 4  | +3 | 5 |
| Olaszország (ITA)           | 3 | 2  | 0 | 1 | 6  | 6  | 0  | 4 |
| Románia (ROU)               | 3 | 1  | 1 | 1 | 10 | 10 | 0  | 3 |
| Egyesült Német Csapat (EUA) | 3 | 0  | 0 | 3 | 7  | 10 | –3 | 0 |

| 1964. október 14. 15:20 | Románia (ROU)        | 5 – 4 | Egyesült Német Csapat (EUA) |  |
| 1964. október 14. 15:20 | (0–0, 1–1, 2–0, 2–3) |       |                             |  |
| 1964. október 14. 15:20 | öt játékos 1         |       | négy játékos 1              |  |

| 1964. október 15. 18:50 | Szovjetunió (URS)     | 2 – 2 | Románia (ROU) |  |
| 1964. október 15. 18:50 | (0–0, 1–1, 1–0, 0–1)  |       |               |  |
| 1964. október 15. 18:50 | Kalasnyikov, Agejev 1 |       | Zahan 2       |  |

5–8. helyért
| 1964. október 17. 14:10 | Románia (ROU)        | 6 – 1 | Hollandia (NED) |  |
| 1964. október 17. 14:10 | (2–0, 1–1, 1–0, 2–0) |       |                 |  |
| 1964. október 17. 14:10 | Mărculescu 3         |       | W. Vriend 1     |  |

| 1964. október 18. 13:50 | Románia (ROU)        | 3 – 5 | Belgium (BEL) |  |
| 1964. október 18. 13:50 | (0–1, 1–1, 0–1, 2–2) |       |               |  |
| 1964. október 18. 13:50 | három játékos 1      |       | Dumont 2      |  |

A táblázat tartalmazza a középdöntőben lejátszott Románia – Egyesült Német Csapat 5–4-es eredményt.
| Csapat                      | M | Gy | D | V | G+ | G– | Gk | P |
| --------------------------- | - | -- | - | - | -- | -- | -- | - |
| Románia (ROU)               | 3 | 2  | 0 | 1 | 14 | 10 | +4 | 4 |
| Egyesült Német Csapat (EUA) | 3 | 2  | 0 | 1 | 14 | 12 | +2 | 4 |
| Belgium (BEL)               | 3 | 1  | 0 | 2 | 13 | 15 | –2 | 2 |
| Hollandia (NED)             | 3 | 1  | 0 | 2 | 12 | 16 | –4 | 2 |

| Csapat        | Helyezés |
| ------------- | -------- |
| Románia (ROU) | 5.       |